# Свет духова
Свет духова (енгл. Ghost World) је филм из 2001. у режији Терија Звигофа снимљен по истоименом графичком роману Данијела Клауза, који је уједно и сценариста филма.
Радња прати две аутсајдерке Инид и Ребеку након завршетка средње школе. Главне улоге тумаче Тора Берч, Скарлет Џохансон и Стив Бусеми.
Упркос слабој заради на биоскопсим благајнама, Свет духова је наишао на добар пријем код критичара и временом је стекао култни статус. Био је номинован за награде Оскар, Златни глобус и Спирит.

## Радња
Радња прати најбоље пријатељице Инид и Ребеку после завршетка средње школе. Током школовања обе су биле аутсајдерке и одувек су сањале о заједничком животу након дипломирања. Инид добија диплому под условом да током лета похађа часове уметности. Иако је Инид талентована уметница, професорка Роберта сматра њене скице успутном забавом које немају друштвени ангажман, због чега их не види као праву уметност.
Инид и Ребека једног дана у новинама виде лични оглас усамљеног човека Симора који покушава да нађе жену коју је једном приликом срео. Инид зове Симора, представља се као жена коју тражи и позива га на ручак у ресторан где она и Ребека често проводе слободно време. Симор долази у ресторан, а девојке га у тајности посматрају и исмевају. Инид на крају почиње да га жали и неколико дана касније девојке га прате до зграде у којој живи. Сазнају да Симор продаје старе плоче на гаражној распродаји, а Инид одлучује да купи један блуз албум, а касније се враћа по још плоча. Они временом постају пријатељи и Инид покушава да нађе девојку за Симора.
у међувремену Инид похађа часове уметности, и како би угодила Роберти убеђује Симора да јој позајми стари постер на коме се налази гротескна карикатура тамнопутог мушкарца, који је некада био промотивна фотографија ресторана Кун Чикен Ин у коме је Симор менаџер. Током предавања, Инид представља постер као социјални коментар на тему расизма, а Роберта је толико импресионирана концептом да јој касније нуди стипендиију за уметнички универзитет.
У то време, Инидин и Ребекин живот крећу се у потпуно супротним правцима. Док Инид проводи много времена са Симором, Ребека ради у ресторану брзе хране да би скупила новац за заједнички стан. Инид одлучује да се запосли у биоскопу како би јој помогла, али отпуштена је након првог дана. После велике свађе, Ребека одустаје од потраге за станом и дечијих снова о заједничком животу. Убрзо након тога, Симор добија позив од Дејне, жене којој је писао у личном огласу. Инид га охрабрује да се упусти у везу са Дејном, али постаје љубоморна јер Симор почиње да је избегава, а крајем лета се потпуно удаљавају.
Током изложбе у школи уметности, посетиоци сматрају да је Инидин постер превише увредљив, а школски званичници приморавају Роберту да обори Инид и да јој одузме стипендију. Након тога она одлази код Симора да је утеши и под утицајем алкохола имају везу на вече. Не схватајући да веза са Инид нема будућност, Симор сутрдан раскида са Дејном, а пошто је постер са изложбе објављен у локалним новинама, Симор добија отказ. Ребека открива Симору да је Инид била та која му се први пут јавила на оглас и он завршава у болници, након што напада њиховог приијатеља Џоша, сигуран да је и он учествовао у несланој шали.
Инид се на крају препушта фантазији из детињства да побегне од куће. Види старијег човека Нормана, који је свакодневно чекао на аутобуској станици која више не ради, како коначно улази у бус. Следећег дана, док Симор разговара са терапеутом о догађајима који су се збили током лета, Инид одлази на клупу на којој је Норман увек седео и улази у аутобус који одлази у непознатом правцу.

## Улоге
- Тора Берч as Инид Колсло
- Скарлет Џохансон као Ребека Доплмајер
- Стив Бусеми као Симор
- Бред Ренфро као Џош
- Пет Хили као Џон Елис
- Илијана Даглас као Роберта Олсворт
- Боб Балабан као Инидин отац
- Стејси Травис као Дејна
- Тери Гар као Максин
- Дејв Шеридан као Даг
- Том Макгауан као Џо
- Дејвид Крос као Џеролд
- Брајан Џорџ као власник продавнице
- Дебра Азар као Мелора
- Езра Базингтон као Вирд Ал
- Ешли Пелдон као Маргарет